# Stijgvel

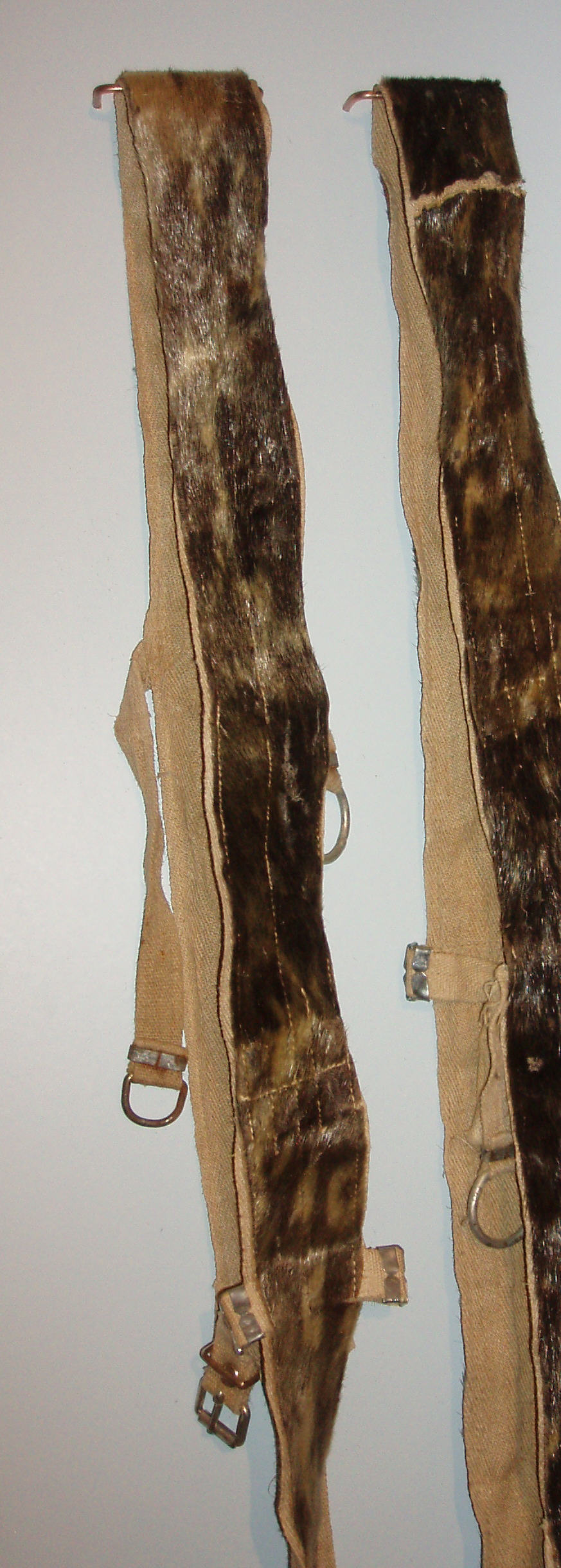
Stijgvel van zeehondenhuid, uit ca. 1925

Een stijgvel is een synthetische huid met daarop haartjes die één richting opstaan. Een stijgvel kan onder een ski geplakt of gespannen worden, waardoor er op sneeuw bergop mee gelopen kan worden zonder terug te glijden. Stijgvellen worden gebruikt bij toerskiën.
Vroeger werden stijgvellen gemaakt van zeehondenhuid en later van kattenvacht. Vandaar dat het nog steeds vel genoemd wordt.
Er bestaan tegenwoordig plakvellen, die onder de ski's geplakt worden en spanvellen die gespannen worden onder de ski's. Naast vellen worden ook vaak harschijzers gebruikt. Deze ijzers worden langs de vellen op de ski's geplaatst om extra grip te hebben in ijzig terrein.
Voor de nieuwe generatie toerski's, getailleerde carve-ski's en brede planken, worden de vellen op maat gesneden door de gebruiker.